# Like a Star (Fetty Wap)
Like a Star è un singolo del rapper statunitense Fetty Wap, pubblicato nel 2016 in collaborazione con la rapper trinidadiana Nicki Minaj.